# Борба код Габровника
Борба код Габровника била је на Ђурђевдан (7.мај) 1907. Знајући да Ђурђевдан сеоска Слава у Габровнику и да ће тога јутра сви сељани бити у цркви, група од преко 100 наоружаних Арнаута из оближњег села Десова кренула је с намером да опљачка и запали село, побије Габровчане а младе жене и девојке одведе у Десово и преведе у Ислам. То је требало да буде одмазда за убијеног десовског првака Ариф-агу.
Опрезни Габровчани, очекујући освету Десовчама, понели су са собом својих тридесетак пушака и склонили их у близини цркве, где су поставили стражу. Када су приметили Арнауте сеоска стража је дала узбуну. Жене су потрчале према селу Мокрени а мушкарци су узели пушке, па је на Ђурђевдан у цркви остао само свештеник. Паљба на Десовчане је почела још док су се кретали у гомили, што је међу њима довело до панике. Габровчанима су притекле у помоћ сеоске чете из Мокрена и Орахов Дола. Борба је трајала до 12 часова и окончана је бекством Арнаута.

#### Резултат борбе
На попришту, испред габровичке цркве, остало је 15 арнаутских лешева. Број рањених није установљен. Код Срба није било никаквих губитака. Сутрадан, 8. маја 1907, десовчани су дошли на помирбу. Дозвољено им је да понесу мртве у Десово и сахране их.
За то време чета Јована Бабунском је кренула у помоћ селу Габровник али је због велике удаљености стигла када је већ било завршено.